# Drei Klavierstücke (Borgstrøm)
Drei Klavierstücke is een verzameling werkjes van Hjalmar Borgstrøm. De verzameling verscheen rond 1900 in drukvorm bij Warmuth Muziekuitgeverij uit Oslo, maar waren al eerder gecomponeerd. Van de delen 1 en 3 zijn manuscripten voorhanden, die op naam staan van Hjalmar Jensen, de oorspronkelijke naam van deze Noorse componist. Jensen wijzigde in 1887 zijn naam. Deel 3 is daarbij opgedragen aan ene Marie.
De drie deeltjes zijn:
1. Menuet (Menuett Scherzo op het manuscript)
2. Impromtu
3. Wals (Vals caprice op het manuscript)